# I Kjong-kun
I Kjong-kun (korejsky 이경근), (anglicky Lee Kyung-keun), (* 7. listopadu 1962) je bývalý korejský zápasník – judista, olympijský vítěz z roku 1988.

## Sportovní kariéra
V jihokorejské seniorské reprezentaci se pohyboval celá osmdesátá léta. V roce 1984 prohrál nominaci na olympijské hry v Los Angeles s Hwang Čong-oem. V roce 1988 si účast na olympijských hrách v Soulu pohlídal a před domácím publikem získal zlatou olympijskou medaili. Po skončení sportovní kariéry pracoval jako trenér a později jako ředitel judistického sportovního týmu Korean Racing Authority. Jeho nejúspěšnějším žákem je Kim Če-pom.

## Výsledky
| Turnaj            | 1981 | 1982 | 1983 | 1984           | 1985           | 1986           | 1987           | 1988           |
| Turnaj            | 19   | 20   | 21   | 22             | 23             | 24             | 25             | 26             |
| Turnaj            |      |      |      | pololehká váha | pololehká váha | pololehká váha | pololehká váha | pololehká váha |
| ----------------- | ---- | ---- | ---- | -------------- | -------------- | -------------- | -------------- | -------------- |
| Olympijské hry    |      |      |      | —              |                |                |                | 1.             |
| Mistrovství světa | —    |      | —    |                | 2.             |                | —              |                |
| Asijské hry       |      |      |      |                |                | 1.             |                |                |
| Mistrovství Asie  | 3.   |      |      | 2.             |                |                |                | —              |

## Podrobnější výsledky

### Olympijské hry
| Rok      | Kategorie      |  | 1/64      | 1/32                              | 1/16                            | čtvrtfinále                   | semifinále                 | finále                         |
| -------- | -------------- |  | --------- | --------------------------------- | ------------------------------- | ----------------------------- | -------------------------- | ------------------------------ |
| LOH 1988 | pololehká váha |  | volný los | výhra – 0:37/? Dragomir Bečanović | výhra – 1:15/wip Claudio Yafuso | výhra – (yus) Bruno Carabetta | výhra – 3:33/? Tamás Bujkó | výhra – (yus) Janusz Pawłowski |

### Mistrovství světa
| Rok     | Kategorie      |  | 1/32                 | 1/16            | čtvrtfinále             | semifinále             | finále               |
| ------- | -------------- |  | -------------------- | --------------- | ----------------------- | ---------------------- | -------------------- |
| MS 1985 | pololehká váha |  | výhra Ignacio Flores | výhra Jo Gevers | výhra Andreas Paluschek | výhra Jošijuki Macuoka | prohra Jurij Sokolov |